# Transmigration (Österreich)

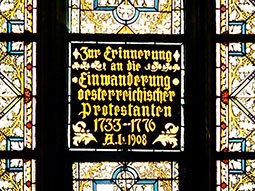
Evangelische Stadtpfarrkirche Hermannstadt, das sogenannte „Landlerfenster“ das an die Einwanderung aus Österreich vertriebener Protestanten im 18. Jahrhundert erinnert

Transmigration war im Sprachgebrauch der Wiener Hofkanzlei des 18. Jahrhunderts eine beschönigende Bezeichnung für zwangsweise Umsiedlungsprogramme.

## Allgemeines
Die amtslateinische Wortschöpfung Transmigration findet sich im Sprachgebrauch der Österreichischen Hofkanzlei des 18. Jahrhunderts. Es ist nichts anderes als ein beschönigendes Wort für Deportation, benennt es doch, die Umstände von Zwang und Gewalt verschleiernd, das Fortführen von Untertanen aus ihrer Heimat und deren Strafversetzung in weit entfernte Regionen des Reiches, von wo ihnen jede Rückkehr in ihre alten Herkunftsgebiete verweigert und verwehrt blieb: „Ihre Kayserliche Majestät [d.i. Maria Theresia] haben zu Absonderung dieser Leute das Fürstentum Siebenbürgen aus der Ursach bestimmt, weil selbiges zur Abschneidung der Korrespondenz am weitesten entlegen an der Population Mangel leidet …“ (Schreiben der Siebenbürgischen Hofkanzlei vom 1. August 1753, Ungarisches Staatsarchiv Budapest). 
Die nach Siebenbürgen Verbannten waren ausnahmslos lutherische Protestanten. Ihre Vertreibung geschah jedoch nicht auf Betreiben der Katholischen Kirche, auch nicht hauptsächlich aus Glaubensgründen, wie es die Einwanderungslegende im Bewusstsein der Transmigrantennachfahren bis heute festgesetzt hat.
Von den Zwangsmaßnahmen Maria Theresias waren auch Roma betroffen, deren Kinder den Eltern weggenommen und wenigstens alle zwei Jahre unter benachbarte Orte verteilt wurden, um eine obrigkeitliche Kontrolle zu gewährleisten.

## Ursachen
Die Ursachen lagen in der damaligen Staatspolitik der Habsburger. Sowohl Kaiser Karl VI. als auch Kaiserin Maria Theresia bauten in ihrer Regierungspolitik auf die Einheit des Glaubens als stabilisierende und konsolidierende Kraft im Vielvölkerstaat, wobei diese staatstragende Rolle der katholischen Kirche als einer alleseinenden Glaubensmacht übertragen wurde. Im Zuge der konsequent betriebenen Gegenreformation waren der evangelische Gottesdienst und der konfessionelle Unterricht im Geiste Luthers verboten worden. Viele Lutherische waren in den Untergrund gegangen. Offiziell galten sie als katholisch; doch auf ihren einsamen Höfen in den Streusiedlungen der Alpenlandschaft legten sie Glaubenszeugnis ab auf die Luther-Bibel und fanden die Richtigkeit ihrer Haltung bestätigt in den zahlreichen polemischen Schriften, „Sendbriefen“, der ehemaligen, aus Österreich in die süddeutschen Städte ausgewanderten Streiter für den evangelischen Glauben. Sie wurden daher auch als Kryptoprotestanten bezeichnet.
Der evangelische Adel und eine wirtschaftlich nicht unbedeutende Bürgerschicht waren schon im Laufe des 17. und beginnenden 18. Jahrhunderts größtenteils ausgewandert. Auch viele evangelische Bauernfamilien hatten nach dem Osnabrücker Friedensvertrag 1648 das Auswanderungsgesetz (jus emigrationis) des Westfälischen Friedens in Anspruch genommen und waren nach Preußen gezogen. Ihr Zuzug nach Ostpreußen brachte den wirtschaftlichen Aufschwung dieser Provinz. Die Reihen wirtschaftspotenter Auswanderer verstärkten sich dann in den Jahren 1731 und 1732 mit über 20.000 Protestanten aus dem Fürstbistum Salzburg. Diese Salzburger Exulanten ließ Fürstbischof Freiherr von Firmian (1727–1744) unter völliger Missachtung des Auswanderungsgesetzes vertreiben.
Die Austreibung der Salzburger Protestanten brachte Unruhe und Erhebungen unter den im Fürstbistum Verbliebenen. Die Revolten griffen auch auf die Geheimprotestanten in den erwähnten Erbländern der Krone über. Darauf reagierte das protestantische Ausland. Das Corpus Evangelicorum, eine Institution mit Sitz beim immerwährenden Reichstag in Regensburg, hatte über die Gleichbehandlung der Protestanten im ganzen Heiligen Römischen Reich Deutscher Nation zu wachen. Die nun folgenden vermehrten Intercessions-Schreiben aus Regensburg an die allerhöchste habsburgische Majestät verliehen dem österreichischen Protestantenproblem damit eine zusätzliche, außenpolitische Dimension. Wien reagierte, indem man mit der Deportation der „Rädelsführer“ die Abschreckung der Massen zu erreichen versuchte. Man erhoffte sich, die Aufstände und Unruhen unter den Protestanten zu beenden und damit die Ursachen für die Einmischung von außen zu beseitigen. Indem man die „Aufwiegler und Rädelsführer“ jedoch nicht mehr ins preußische Ausland ziehen ließ, sondern sie innerhalb der Monarchiegrenzen in Siebenbürgen behielt, wollte man auch einer weiteren Bevölkerungsabgabe an Preußen entgegenwirken, die Wirtschaftskraft der verbannten Personen im Sinne des Merkantilismus in den Grenzen des eigenen Staatsgebildes behalten.
Die als tragendes politisches Prinzip seit der Reformation von den siebenbürgischen Fürsten respektierte Religionsfreiheit war bei der Wahl des Deportationszieles mitbestimmend. Zudem galt es, durch Zufuhr von Arbeitskraft das wirtschaftlich darniederliegende Land wieder aufzubauen. Hinzu kam noch, dass gerade die für Siebenbürgen wirtschaftlich so wichtige sächsische Nation, den eigenen numerischen „Verfall“ beklagend, um deutsche Kolonisten bemüht war. Den ersten Transmigranten war jedoch der Ruf als „Aufwiegler und Irrgläubige“ nach Siebenbürgen vorausgeeilt; man wehrte sich dort gegen die „odiösen Emigranten“ und unterzog deshalb die ersten Ankömmlinge einem strengen Glaubensexamen, bevor man ihnen die Ansiedlung als freie Bürger auf Königsboden erlaubte.

## Transmigrantentransporte
Der erste Transmigrantentransport ging am 29. Juni 1734 von Goisern im Salzkammergut ab. Er leitete ein Unterfangen ein, welches als „Karolingische Transmigration“ bis 1737 andauern sollte. Das Wüten der Pest in Siebenbürgen und die Wirren des österreichisch-türkischen Krieges von 1736–1739, dazu der Tod Karls VI. im Jahr 1740 setzten ihm ein vorläufiges Ende. 3.960 Personen wurden nachweisbar (nach Buchinger) aus ihrer Heimat nach Siebenbürgen verschleppt. In zwei großen Schüben, 1752 bis 1757 und 1773 bis 1776, während der Regierungszeit von Kaiserin Maria Theresia kamen weitere 3.000 Geheimprotestanten aus dem Landl, d. h. den Gebieten um Gmunden, Laakirchen, Vöcklabruck (was zum Namen Landler führte) sowie aus Innerösterreich, d. h. aus Stadl an der Mur, aus Kärnten und der Weststeiermark nach Siebenbürgen. 
Die unterschiedlichen Umstände der Transmigration bestimmten das Schicksal der jeweiligen Deportiertengruppe mit und ließen deren Ansiedlung in Siebenbürgen zum Erfolg oder Misserfolg werden. Die zu Zeiten Karls VI. aus dem Salzkammergut vertriebenen Protestanten durften in der Regel ihre Familie mitnehmen und ein Behältnis mit eigenen Sachen aufs Schiff hinzuladen. Sie erhielten vom Salzoberamt als Vorschuss auf die Liquidierung ihrer Liegenschaften Geld mit. Dies alles waren entscheidende Voraussetzungen zu einer gelungenen Ansiedlung in Siebenbürgen. Hingegen hatte man die Kärntner Transmigranten von ihren Familien getrennt, sie als „Kriminelle“ zunächst zum Arrest verurteilt, um sie später bei sich bietender Gelegenheit mit dem Militär nach Siebenbürgen abzuschieben. Der Tod hielt reiche Ernte unter ihnen, wie auch unter denjenigen, die in späterer, theresianischer Zeit verschleppt wurden. Den Letzteren hielt man die Kinder gewaltsam zurück.
Als Maria Theresia 1777 weitere 10.000 Protestanten aus Mähren deportieren wollte, sprach sich ihr Sohn Joseph II. dagegen aus und drohte die Erbfolge nicht anzutreten, wenn das gegen seine Grundsätze und Einstellungen so weitergehe. Am Anfang seiner Regierungszeit verkündete er dann 1781 das Toleranzpatent, welches aber auch in Zukunft nicht überall Vertreibungen verhinderte, wie beispielsweise die Zillertaler Inklinanten 1837 zeigen.

## Joseph Däubler aus Goisern
In diese Zusammenhänge der Transmigration österreichischer Protestanten nach Siebenbürgen gehört auch das Schicksal des Joseph Däubler/Täubler aus Goisern im Salzkammergut, dessen Grabstein in Neppendorf steht. Aus Kirchenmatrikeln, persönlichen Briefen und anderen Archivalien lässt sich sein Leben und Schicksal als Transmigrant und Transmigrantensohn nachvollziehen.
Im Jahr 1734 wurde nicht der junge Joseph, wie es die Grabinschrift angibt, sondern dessen Vater Thomas als einer der ersten unter den „Aufwieglern“ zusammen mit seinen beiden Söhnen Michael und Mathias nach Siebenbürgen verschleppt. Der 66-jährige Thomas war mit seiner Familie in Wurmstein in der Pfarre Goisern ansässig gewesen. Er fungiert in den Unterlagen als „Partikularknecht“ (Waldarbeiter) der Herrschaft Wildenstein. Sohn Michael war zum Zeitpunkt der Deportation 36 Jahre alt, sein Bruder Mathias erst 23. Thomas’ Ehefrau Rosina war mit dem zweitältesten Sohn Joseph und zwei Töchtern im Salzkammergut zurückgeblieben. Am 22. April 1735 schrieb der 26-jährige Joseph von Goisern aus an seinen „Vater Thomas Teibler und die zwei Gebriedern in Siebenbürgen im Dorfe Heldau“:

„Wir wünschen von Herzen, dass wir bald zu Euch und zu dem rechten Gottesdienst kommen könnten. Es ist auch geschwind nach eurer Abreise allen Evangelischen geschriebenen [d.s. diejenigen, die sich zu ihrem evangelischen Glauben öffentlich und schriftlich bekannt hatten, Anm. d. Verf.] von der Kommission ein ernstlicher Auftrag getan worden, die Zusammenkünfte der
 Übung des Wortes Gottes und der Lobgesänge zu meiden. Wo fern aber nicht, so haben sie uns gedroht das junge Mannsvolk zu Soldaten zu nehmen.“

Der Brief wurde in Siebenbürgen von den Behörden abgefangen und kam später zu den Transmigranten-Akten ins Hermannstädter Staatsarchiv. Schon am 30. Juli wurde der Transmigrantensohn, wie er es im zitierten Brief befürchtet, zu den Soldaten gepresst. Keine drei Monate später, am 9. Oktober 1735, führte man die Mutter und die beiden Schwestern Maria (37-jährig) und Sara (33-jährig) aufs Schiff und in die Verbannung nach Siebenbürgen. Als Joseph am 31. Januar 1736 aus Szegedin in Ungarn erneut an die Seinen schrieb, wusste er wohl, dass man die Mutter samt Schwestern auch verschleppt hatte. Doch vom Tode seines Vaters und der beiden Brüder in Heltau hatte er (noch) nicht erfahren:

„Herz vielgeliebte Eltern und Geschwister, ich kann nicht unterlassen Euch noch einmal zu schreiben und schreibe jetzt zum dritten mal von hier aus der Stadt Szegedin und einmal habe ich auf der Reise geschrieben, das ist 4 mal. Ich habe aber von Euch noch niemals keine Antwort erhalten (…) ich berichte Euch, das wir alle 15 seien gewaltvöllig zu den Soldaten übergeben worden, und ist kein anderes Mittel mehr, es sey denn, daß wir außkauft würden, oder ein anderer Mann für uns stellen könten (…) Zu Linz [unter Arrest im Wasserturm, Anm. d. Verf.] sein wir 4 Wochen gewesen, hernach seyn wir mit 200 Neugeworbenen Soldaten nach Ungarn abgeschifft worden … in die Stadt Szegedin und sein nun bei 4 1/2 Monats hier. Die andere Zeit haben wir mit Reisen zugebracht … Was mich aber anbelangt, berichte ich Euch, das ich an leiblicher Nahrung kein Mangel habe. Hier ist alles wohlfeil und kann hier selber kochen was ich will und meine Verrichtung ist Schildwacht stehen und ziehen fast alle Zeit über 24 Stunden auf die Wacht. Was mich aber gesundheit halber anbelangt, steht ess mit mir fast alss wie zu Hause. Die Husten hat zwar etwas nachgelassen aber der Kopfweh kommt mich zu Weilen an, und bin schon 2 mal im Spital gewesen und allemal 4 Tage darinnen gewest (…) Der Schwester Sara befehle ich, das sie das Lesen fleisig lerne … möchte gern wissen … wie es um meine Brüder steht und wie es Ihnen in dieser Zeit ergangen und wann unser Vater noch bei Leben ist … Ich habe gehört, das wir auf den Frühling sollten ins Wälschland marschieren, aber das Auskaufen könnte vielleicht mit hin und wieder schreiben geschehen durch die keyserlichen Ämter.
Josef Deibler Muschgatier vom gilty Regiment bey Hasslauer gumpeneier in der Szegedin in der neuen Käessärn. Dieser Brief zu komme meinem lieben Vater Thomä Deibler aus Ober-Österreich abgereist, Emigrant in Siebenbürgen zu Hermannstadt in Neppendorf.“

Ein nächstfolgender, in Abschrift erhaltener Brief Josephs setzt sich in Gedichtform nochmals mit den Umständen seiner Gefangennahme und Pressung zu den Soldaten auseinander. Die Kunde vom Tode der Seinen hatte ihn zu diesem Zeitpunkt, d. i. der 16. Juli 1736, erreicht:

„Der strenge Herr, der Pfleger zu Ischel … hat uns arrestierlich nach Linz gebracht. All dort wir 8 Tage in Arrest gelegen, als wir auf das Rathaus kamen, wurden wir gefragt alle zusammen. Was wir mit singen und lesen verbrachten, das bringt uns zu den Soldaten. Zu den Soldaten brachten sie uns hin … Wir haben auch gar kein Handgeld genommen … mit Hunger wollten sie uns bezwingen … die Mondtur ward uns mit Gewalt genommen … Unsre Kleider haben sie den Juden zu kaufen gegeben … hernach als wir in das Ungarland kammen, da war es auch nicht leicht hergegangen. Wir mussten viel lernen und exerzieren und sollten uns richten ins Feld zu marschieren und hiermit liebe Mutter und Schwestern mein und so viele Euer noch bey Leben seyn … Der Vater und Brüder seyn schon in der Ruh, Gott helf uns auch gnädig dazu. Er verleih uns ein glückseelig End und nehm unsere Seelen in seine Händ.
Gemacht ein Gedicht von Josef Teibler gebürdig in Oberösterreich in Land ob der Enz im Kayserl. Salz. Kammergut in Goisern, seins Alters 28 Jahr in ledig stand, welcher sammelt 15 Kameraden um des evangelischen Glaubens Willen als Emigranten mit Gewalt zu Soldaten genommen worden sein …“

Joseph Däubler gelangte unter nicht nachvollziehbaren Umständen (wohl durch Freikauf?) nach Neppendorf, wo er im Jahr 1739 als Pate in die Kirchenbücher eingetragen wurde. Im Jahr 1741 erscheint er als Besitzer eines Wiesengrundstückes „am Ochsenweg“. Ein Jahr später schon heiratete er. Als er im Jahr 1775 hochbetagt starb, vermerkte der Pfarrer in der Beerdigungsmatrikel: „Ehrsam sein ganzes Leben hindurch“. Seine Tochter hat das Neppendorfer Geschlecht der Köber in der Kirchgasse begründet, das den Übernamen Deiwler bis heute behalten hat.

## Von Deportierten zur Minderheit
Es dauerte Generationen und Jahrzehnte, bis sich das Bewusstsein der Transmigranten und deren Nachkommen insoweit wandelte, dass sie sich nicht mehr als Deportierte fühlten, sondern zunehmend als eine siebenbürgisch-deutsche Minderheit in der Minderheit der Siebenbürger Sachsen. Im Jahr 1766 hatte die Sächsische Nationsuniversität auch die Jurisdiktion über sie übernommen, sie formell als freie Bürger und Contribuenten auf Königsboden eingegliedert. Im Sprachgebrauch der folgenden Zeit setzte sich der Name „Landler“ als Sammelname für alle Nachkommen der ehemaligen österreichischen Transmigranten durch.